# Седрік Клапіш
Седрік Клапі́ш (фр. Cédric Klapisch; нар. 4 вересня 1961, Неї-сюр-Сен) — французький кінорежисер, актор, продюсер і сценарист.

## Біографія
Народився 4 вересня 1961 у Неї-сюр-Сені, передмісті Парижа.  Вчився у Нью-Йоркському університеті.
Його перші роботи не мали великого успіху. Його "помітили тільки після фільму «Сімейна атмосфера» (Un air de famille). Пізніше він прославився фільмами «Іспанський готель» (фр. L'auberge espagnole), «Ані за, ані проти» (фр. Ni pour ni contre) та «Матрьошки» (дословно — «Російські ляльки» — фр. Les Poupées russes).

## «Іспанський готель» (фр.L'auberge espagnole)
Також можна перекласти як «Іспанський притулок», чи навіть «Іспанський гуртожиток». Фільм 2001 року. Комедія.
Група студентів з різних країн Європи, що приїхали до Барселони за програмою обміну між університетами («Еразмус»), знімають велику квартиру у старовинному будинку у центрі міста. Фільм передає їхнє життя, їхні відносини, їхні розваги і проблеми. Режисерові вдається передати справжню студентську атмосферу. З одного боку, це весела комедія. З іншого — своєрідний портрет сучасної Європи.

## «Матрьошки» (фр.Les Poupées russes)
Слово «матрьошки» перекладається французькою як фр. Les Poupées russes — «російські ляльки».
Фільм 2005 року. Комедія. Продовження фр. L'auberge espagnole.
Дія фільму відбувається за чотири роки після барселонських пригод. Один з героїв закохується у дівчину з Росії і запрошує друзів на своє весілля до Санкт-Петербургу.

## Особисте життя
Із 2002 року Клапіш перебував у стосунках з акторкою Лолою Дуайон. Їхній син Еміль народився 2007 року. Офіційно пара одружилася 26 липня 2014 року. Також у нього є двоє дітей від попередніх стосунків — син Пабло (нар. 1998) та дочка Таїс (нар. 2000).

## Фільмографія
- Glamour toujours (короткометражний)
- Jack le voyeur (короткометражний)
- 1986 : In Transit (короткометражний)
- 1989 : Ce qui me meut (короткометражний)
- 1991: Нічого Riens du tout
- 1994 : 3000 сценаріїв проти вірусу / 3000 scénarios contre un virus (частини: Червона риба — Poisson rouge та Кімната — La Chambre)
- 1995: Жовта небезпека / Le Péril jeune
- 1995: Люм'єр і компанія / Lumière et compagnie
- 1996: Кожен шукає свого кота / Chacun cherche son chat
- 1996: Сімейна атмосфера / Un air de famille (сценарій: Аньєс Жауї та Жан-П'єр Бакрі; фільм отримав премію «Сезар» за найкращий сценарій)
- 1998: Чистильник сирени / Le Ramoneur des Lilas (короткометражний класу X)
- 1999: Можливо / Peut-être
- 2002: Іспанський готель / L'Auberge espagnole
- 2003: Ані за, ані проти (а навпаки) / Ni pour ni contre (bien au contraire)
- 2005: Матрьошки (дослівно — Російські ляльки) / Les Poupées russes
- 2008: Париж / Paris — режисер, сценарист, актор
- 2011: Моя частина пирога / Ma part du gâteau[fr] / режисер, сценарист, актор
- 2013: Китайська головоломка / Casse-tête chinois — режисер, сценарист, актор, продюсер
- 2016: Що нас пов'язує / Ce qui nous lie — режисер, сценарист

## Громадська позиція
У 2018 підтримав звернення Асоціації режисерів Франції на захист ув'язненого у Росії українського режисера Олега Сенцова